# Шон Пертви
Шон Карл Роланд Пертви (енгл. Sean Carl Roland Pertwee; рођен 4. јуна 1964. у Лондону), је енглески позоришни, филмски и ТВ глумац и продуцент.
Познат је по улози Алфреда Пениворта коју игра у серији Готам.
Пертвијев отац је познати глумац Џон Пертви.